# Metal Circus
Metal Circus — мини-альбом американской рок-группы Hüsker Dü, вышедший в 1983 году.

## Об альбоме
Музыкальной основой Metal Circus, как и других ранних записей группы, является хардкор-панк. Тем не менее, на этом альбоме появляются признаки влияния поп-музыки, в особенности в песнях Гранта Харта («It’s Not Funny Anymore» и «Diane»).
Ирландская группа Therapy? в 1995 году записала кавер-версию песни «Diane».

## Список композиций
Слова и музыка всех песен — Боб Моулд, Гранд Харт.
| №  | Название                  | Автор | Длительность |
| -- | ------------------------- | ----- | ------------ |
| 1. | «Real World»              | Моулд | 2:27         |
| 2. | «Deadly Skies»            | Моулд | 1:50         |
| 3. | «It’s Not Funny Anymore»  | Харт  | 2:12         |
| 4. | «First of the Last Calls» | Моулд | 2:48         |
| 5. | «Lifeline»                | Моулд | 2:19         |
| 6. | «Diane»                   | Харт  | 4:42         |
| 7. | «Out on a Limb»           | Моулд | 2:39         |